# Kárpáti igaz szó
Kárpáti igaz szó (Карпаті ігаз со, Правдиве карпатське слово) — загальнодержавна суспільно-політична газета угорською мовою, яка видається в Закарпатській області України. Газета висвітлює суспільно-політичні події, що відбуваються в Україні (особливо в Закарпатті), а також публікує матеріали з історії і культурі угорців.
Газета виходить 3 рази в тиждень на 8-16 смугах формату А3 тиражем 8-9 тис. примірників.
Газета заснована в 1919 році під назвою «Munkás újság» (Робоча газета, Робочі новини). Сучасна назва з 1946 року. З 1945 і до 1967 року дублювала україномовну газету «Закарпатська правда», а потім стала окремим самобутнім виданням.